# Prignac-et-Marcamps
Prignac-et-Marcamps är en kommun i departementet Gironde i regionen Nouvelle-Aquitaine i sydvästra Frankrike. Kommunen ligger i kantonen Bourg som tillhör arrondissementet Blaye. År 2022 hade Prignac-et-Marcamps 1 457 invånare.

## Befolkningsutveckling
Antalet invånare i kommunen Prignac-et-Marcamps
Referens:INSEE